# Església parroquial de Sant Martí de Torrelles
L'Església parroquial de Sant Martí de Torrelles és una església del municipi de Torrelles de Llobregat (Baix Llobregat) inclosa en l'Inventari del Patrimoni Arquitectònic de Catalunya.

## Descripció
L'església s'inspira en els models del gòtic francès: una nau central més elevada, i sostinguda per pinacles i arcbotants, dona pas a un transsepte de la mateixa alçada, al qual s'obre l'absis, poligonal, amb contraforts exteriors. Àdhuc reprèn models nòrdics d'arquitectura, en el fet que la nau és il·luminada directament per finestres laterals, calades amb traceries d'inspiració gòtica. La façana és de pedra, i també el campanar, emplaçat entre el transsepte i l'absis. Aquest, juntament amb la part alta dels murs de la nau i del transsepte són de són de maons, mentre que la part inferior d'aquests murs és de paredat comú amb reble.

## Història
Les esglésies de Tonelles són documentades el 965, al testament del comte Mir. Sembla, però, que es tracta d'una església, sola, amb diversos altars. El 1089 és documentada l'advocació titular: Sant Martí. Aquesta església, que perdurà fins a la primera del segle actual, tenia un campanar romànic, amb arcuacions llombardes (i així resa a les fotografies velles). A la fi del segle xix, però, l'església antiga estava en mal estat i resultava petita. Aleshores hom començà la construcció de l'església actual, enorme, que fou inaugurada e 1900.